# كوليت إنيز
كوليت إنيز (بالإنجليزية: Colette Inez)‏ هي كاتِبة وشاعرة أمريكية، ولدت في 23 يونيو 1931 في إقليم بروكسل العاصمة في بلجيكا، وتوفيت في 2018.